# Boeing X-50 Dragonfly
Boeing X-50 Dragonfly nebo také Canard Rotor/Wing (CRW) byl bezpilotní experimentální gyrodyn. Gyrodyn pro vzlet, přistání a manévry využívá poháněný rotor a při dopředném letu je pro získání vztlaku využívána buď autorotace (podobně jako u vírníků) nebo je vztlak generován na pevném křídle při dopředném pohybu, díky působení tahu generovaným motorem. Demonstrátor X-50 tak patří mezi letecké prostředky se schopností kolmého vzletu a přistání, které nesou označení VTOL.
Koncepce kachních ploch a rotujícího křídla, které mělo možnost zastavit se během letu a začít fungovat jako křídlo pevné, měla poskytnout letadlu výhody vrtulníku při vzletu a přistání z malé plochy a rychlosti letadel s přímým křídlem. Očekávalo se, že další generace tohoto konceptu budou fungovat jako osádkové i bezosádkové vzdušné prostředky pro průzkum, ozbrojený doprovod, transport a jiné účely.
Vznik X-50 byl umožněn díky organizaci DARPA a společnosti Boeing, které se v roce 1998 dohodly na vyčlenění finančních prostředků na tento projekt. K ukončení projektu došlo krátce po havárii druhého stroje roku 2006.

## Konstrukce
Významným konstrukčním prvkem letounu X-50 Dragonfly bylo rotující křídlo, které mělo na každém konci čtveřici výstupních trysek, kam byl směřován proud výstupních plynů od dvouproudového motoru Williams F-112. Rotující křídlo bylo umístěné na vrcholu štíhlého trupu přibližně v polovině délky letounu. Použití reakčního pohonu pro rotující křídlo mělo eliminovat potřebu mechanického hnacího ústrojí, převodovky a systému pro potlačení točivého momentu. Jejich absence měla vést ke snížení hmotnosti, složitosti a nákladů na provoz. Konstrukce rotorového křídla musela mít eliptický profil, který byl kompromisem mezi optimálním tvarem pro rotor a křídlem pro let.
Do rychlosti 111 km/h (60 uzlů) byl veškerý výkon motoru směřován do rotoru, od této rychlosti měl být výkon motoru postupně víc a víc směrován na výstupní trysku v ocasní části X-50. Při rychlostech nad 222 km/h měly kachní plochy a zadní křídlo X-50 generovat dostatek vztlaku pro odlehčení rotoru tak, aby jej bylo možné zaaretovat v pevné poloze.
Na přídi trupu se nacházely kachní plochy a přední noha podvozku. Zadní část trupu byla zakončena přímou vodorovnou ocasní plochou zakončenou dvojitou svislou ocasní plochou, také se zde nacházela výstupní tryska motoru, která měla být využívána pro přímý let.

## Historie
McDonnell Douglas Helicopter na požadavek námořnictva vyvinul koncept letounu CRW se zastavitelným rotorem. Roku 1993 McDonnell Douglas Helicopter podal žádost o patent na letoun využívající koncepci CRW. V roce 1997 byl McDonnell Douglas Helicopter zakoupen společností Boeing, která se o rok později dohodla s organizací DARPA, že vyčlení dohromady 24 milionů USD na stavbu dvou prototypů CRW, které později dostalo přiděleno označení X-50 Dragonfly. DARPA i Boeing měly přispět rovnoměrně částkou 12 milionů USD. Práce na projektu byly svěřeny týmu Boeing Phantom Works, což je obdoba Skunk Works společnosti Lockheed. Letová zkouška byla plánována na začátku roku 2001.

### Operační historie
První prototyp X-50 absolvoval svůj první let 4. prosince 2003 na zkušebním letišti US Army Proving Ground v Yuma ve státu Arizona. Doba letu byla přibližně 80 sekund, během nichž vzlétl do výšky 3,7 m (12 ft) v této výšce zůstal viset a nakonec vertikálně přistál. Byl ovládán testovacím pilotem Stetsonem Cowanem. 23. března 2004 došlo k nehodě prvního prototypu. Byla způsobena chybou v řízení rozvodu plynů v křídle rotoru. Druhý prototyp měl mít vyřešené konstrukční problémy související s havárií prvního prototypu, měl být vybaven novým softwarem a záznamníkem letových údajů. Jeho první let proběhl 2. prosince 2004. Druhý prototyp byl zcela zničen při nehodě, která se odehrála 12. dubna 2006. Agentura DARPA v září roku 2006 ukončila financování projektu X-50.
K ukončení podpory přispěly chyby v návrhu letounu a systému řízení. X-50 dále nebyl schopen přejít z režimu visení do dopředného letu se zastaveným rotorem. Při nízkých rychlostech vedl náraz vzduchu od rotoru na trup X-50 k silnému klopnému momentu. Ten nebyl X-50 schopný stabilizovat a vedl k nehodě druhého prototypu.
Firma Boeing byla vyzvána, aby dokončila studie do konce roku 2006.

## Zajímavosti
Označení X-50 bylo přiděleno mimo pořadí experimentálních letadel řady X. Manažer programu Steve Bass X-50 potvrdil, že letoun X-50 dostal toto označení na zvláštní žádost. Důvodem bylo, že označení vystihovalo koncepci demonstrátoru, který je z 50 % vrtulník a z 50 % letoun.

## Specifikace

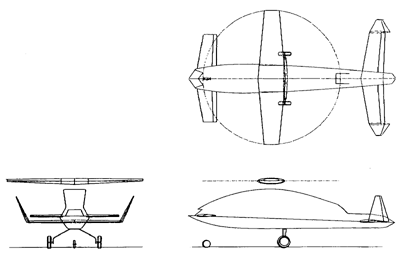
Boeing X-50 Dragonfly

### Technické údaje
- Délka:  5,38 m (17,7 ft)
- Ropětí kachního křídla: 2,69 m (8,8 ft)
- Rozpětí zadního křídla: 2,47 m (8,1 ft)
- Výška: 1,98 m (6,5 ft)
- Hmotnost prázdného letadla: 574 kg (1 265 lb)
- Celková hmotnost: 645 kg (1 422 lb)
- Zásoba paliva: 66 kg (146 lb)
- Pohonná jednotka: 1 × Williams F112
- Průměr rotoru: 3,7 m

### Výkony
- Maximální rychlost: 700 km/h (430 mph)
- Cestovní rychlost: 278 km/h (173 mph)